# Astragalus sanctae-crucis
Astragalus sanctae-crucis là một loài thực vật có hoa trong họ Đậu. Loài này được Speg. miêu tả khoa học đầu tiên.